# Rose Dione

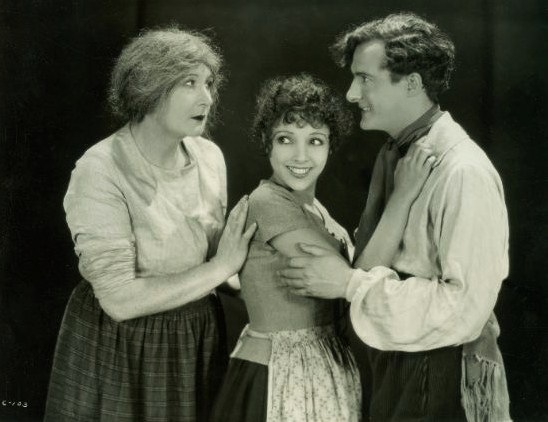
Rose Dione, Nina Quartero, i Gaston Glass a The Red Mark (1928)

Rose Dione (França, 22 d'octubre de 1875 – Los Angeles (Califòrnia), 29 de gener de 1936) va ser una actriu cinematogràfica activa sobretot durant l'època del cinema mut. El seu paper més recordat és el de Madame Tetrallini a "Freaks" (1932).

## Biografia
Nascuda a França, va iniciar la seva carrera com a actriu teatral. A Paris va arribar a actuar en la companyia de Sarah Bernhardt i també participà en algunes pel·lícules però amb l'arribada de la Primera Guerra Mundial es va traslladar a Nova York on actuava en el French Theatre. D’allà passà a Hollywood de la mà de la Famous Players-Lasky (futura Paramount) on participà en diverses pel·lícules entre les quals 'The Secret Garden" (1919) i "The World and Its Woman" (1919). Després treballà per a altres productores arribant a actuar en més de 60 pel·lícules. Morí a Los Angeles el 29 de gener de 1936.

## Filmografia
- Fleur des maquis (1910)
- Âme de traître (1911)
- Par l'amour (1913)
- Héros de 1916 (1916)
- La Joueuse d'orgue (1916)
- Les Frères corses (1917)
- The Secret Garden (1919)
- The Tiger's Trail (1919)
- The World and Its Woman (1919)
- It Happened in Paris (1919)
- The Luck of the Irish (1920)
- Suds (1920)
- The Woman and the Puppet (1920)
- The Great Lover (1920)
- Silk Hosiery (1920)
- The Land of Jazz (1920)
- The Blushing Bride (1921)
- The Four Horsemen of the Apocalypse (1921)
- Be My Wife (1921)
- Cheated Love (1921)
- Little Lord Fauntleroy (1921)
- Silent Years (1921)
- A Parisian Scandal (1921)
- Golden Dreams (1921)
- Under Two Flags (1922)
- Omar the Tentmaker (1922)
- Salomè (1923)
- Trilby (1923)
- Drifting (1923)
- The French Doll (1923)
- Scaramouche (1923)
- Shadows of Paris (1924)
- Try and Get It (1924)
- Beau Brummel (1924)
- The Iron Man (film 1924)|The Iron Man (1924)
- The Rose of Paris (1924)
- The Lover of Camille (1924)
- Inez from Hollywood (1924)
- One Year to Live (1925)
- Fifth Avenue Models (1925)
- The Girl from Montmartre (1926)
- Mademoiselle Modiste (1926)
- Paris (1926)
- The Duchess of Buffalo (1926)
- Fools of Fashion (1926)
- Love's Blindness (1926)
- Camille (1926)
- When a Man Loves (1927)
- The Beloved Rogue (1927)
- Old San Francisco (1927)
- Ragtime (1927)
- Polly of the Movies (1927)
- Mad Hour (1928)
- Bringing Up Father (1928)
- His Tiger Wife (1928)
- Out of the Ruins (1928)
- The Red Mark (1928)
- West of Zanzibar (1928)
- Naughty Baby (1928)
- One Stolen Night (1929)
- Hearts in Exile (1929)
- Isle of Escape (1930)
- Women Everywhere (1930)
- On Your Back (1930)
- Nuit d'Espagne (1931)
- Svengali (1931)
- Salvation Nell (1931)
- Susan Lenox (Her Fall and Rise) (1931)
- Freaks (1932)
- Back Street (1932)
- The King Murder (1932)